# O Pai Tirano
O Pai Tirano (Portugiesisch für: Der tyrannische Vater) ist eine portugiesische Filmkomödie des Regisseurs António Lopes Ribeiro aus dem Jahr 1941. Er gilt bis heute als einer der populärsten Filme des Portugiesischen Kinos und ein bedeutender Vertreter der Comédia portuguesa.

## Handlung
Francisco Mega, Schuhverkäufer im großen Kaufhaus Grandela und leidenschaftlich engagiert im Freizeittheater der theaterbegeisterten Kaufhausbelegschaft, verliebt sich in seine Nachbarin Tatão, eine Kassiererin in einer Perfumerie, die allerdings das Kino liebt und das Theater verachtet und zudem von einer reichen Heirat träumt. In der Laienspielgruppe ist auch die schüchterne Gracinha aktiv, die in Mega verliebt ist, der jedoch nur an Tatão denkt und alles andere schnell vergisst. Tatão hat jedoch in Artur de Castro einen Verehrer, der wie sie das Kino liebt und keine Sympathien für das Theater hat.
Die Laienspielgruppe studiert das Stück O Pai Tirano für ihren jährlichen Auftritt ein, doch kann sich Mega kaum konzentrieren, weil Tatão sich inzwischen dem wohlhabenden Artur de Castro zuwendet.
Als Tatão eine Theaterprobe im Zimmer Megas hört, wo das titelgebende Stück über einen tyrannischen Vater geprobt wird, hält sie die gehörten Sätze irrtümlich für ein echtes Gespräch und glaubt, Mega sei in Wirklichkeit ein anonym lebender Adliger, der sich lediglich mit seinem Vater zerstritten habe. Nun fängt sie an, sich doch für Mega zu interessieren, der den Irrtum unaufgeklärt lässt.
Aus der Gemengelage ergeben sich eine Reihe komischer Gespräche und Verwechslungen, bis die Situation sich zuspitzt, als Artur mit Tatão die Vorstellung von O Pai Tirano besuchen will.

## Rezeption

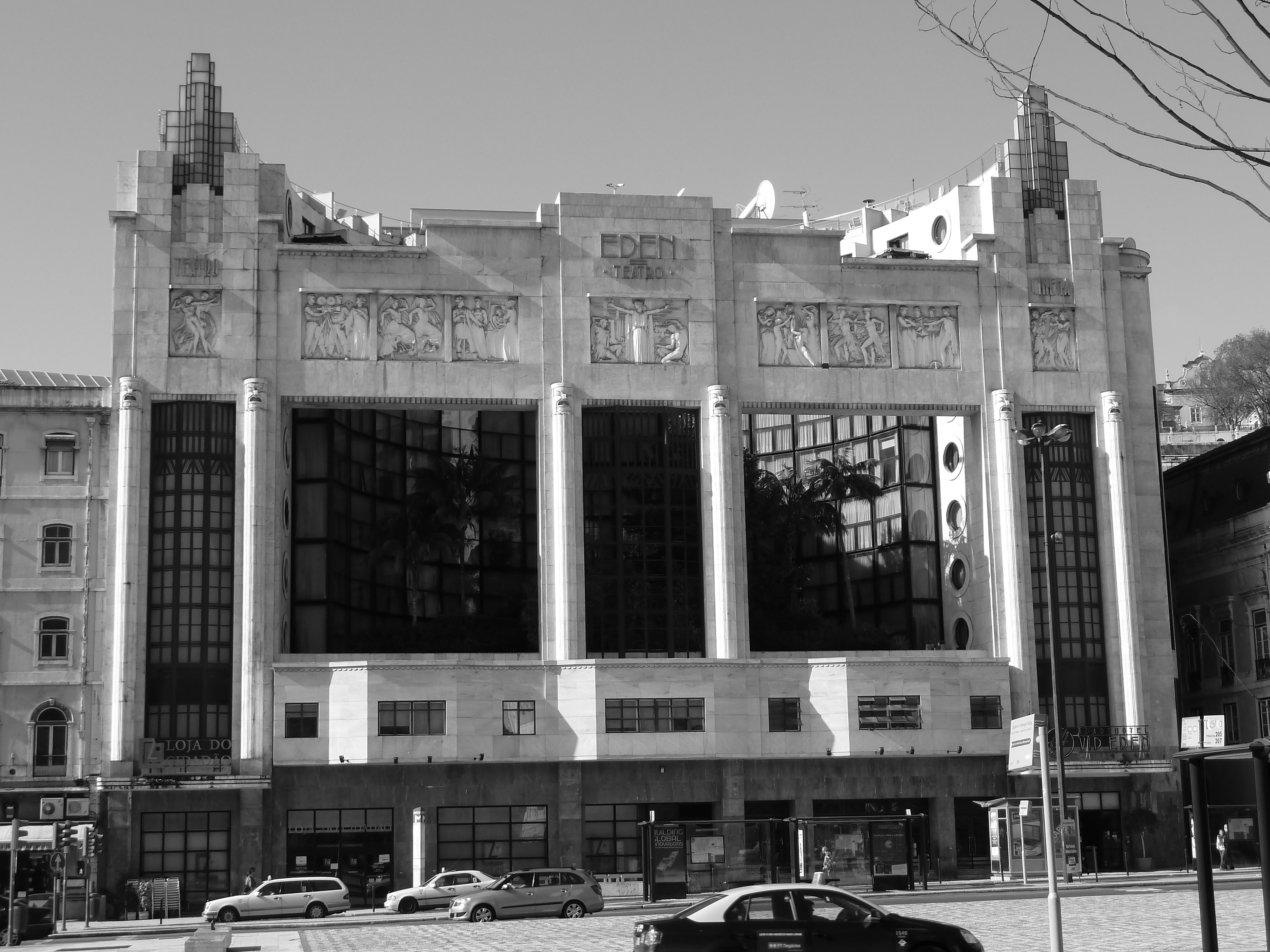
Das 1931 erbaute Art-déco-Kino Teatro Éden an der Praça dos Restauradores in Lissabon. Hier hatte O Pai Tirano 1941 Premiere.

Der als unbeschwerte Komödie angelegte Film sprüht vor Witz. Dank der überzeugenden Darstellungen der meisten Schauspieler, darunter das kongeniale Duos Vasco Santana / Ribeirinho (Bruder des Regisseurs), das auch die Dialoge des gelungenen Drehbuchs schrieb, gilt der Film bis heute als einer der gelungensten portugiesischen Filme und ein Paradebeispiel für die erfolgreichen portugiesischen Komödien der 1930er und 40er Jahre.
Im Gegensatz zu den meisten Komödien seiner Zeit verzichtete Regisseur António Lopes Ribeiro hier weitgehend auf Lieder und setzte ganz auf Wortwitz und komödiantische Darstellung, mit einer Fülle an komischen und satirischen Situationen und pointenreichen Dialogen. Die Kritik lobte die gelungene Inszenierung und das gute Drehbuch rund um den vermeintlichen Konflikt zwischen Theater und Film, zudem überzeugten die schauspielerischen Leistungen und der vielschichtige Humor. Bis heute sind auch die zahlreichen Anspielungen und ironischen Wortspiele wirkungsvoll geblieben, etwa wenn erfolgreiche Filmschauspieler sich in ihren Rollen abfällig über das Kino äußern, oder wenn ausgerechnet Portugals bedeutendster Rezitator Villaret hier einen Stummen spielt.
Der Film war das erste Werk der neuen Produktionsfirma von Regisseur António Lopes Ribeiro und hatte ein erstaunlich niedriges Budget von etwa 850.000 Escudos (850 Contos). Er feierte am 14. September 1941 im Lissabonner Teatro Éden Premiere und erzielte danach einen überwältigenden Erfolg an der Kinokasse. Es wurde der größte Erfolg Ribeiros und erlaubte ihm danach auch Ausflüge in anderen Filmgenres.
Der Film wurde mehrmals im öffentlich-rechtlichen Fernsehen RTP gezeigt und, nach Restauration durch die Cinemateca Portuguesa, mehrmals von Lusomundo wiederveröffentlicht, erst als VHS-Kassette, später mehrmals als DVD, mit teils umfangreichem Bonusmaterial.
Die zeitüberdauernde Popularität zeigt sich auch in immer wiederkehrender Bezugnahme auf den Film in der Popkultur in Portugal. 1992 wurde er dann von João Aldeia und Alberto Gordler am Teatro Animação in Setúbal neu auf die Bühne gebracht. Mit Inszenierung von Carlos César, wurde das Stück erneut ein großer Erfolg und blieb monatelang auf dem Spielplan.